# Ornithopteris obovata
Ornithopteris obovata là một loài dương xỉ trong họ Anemiaceae. Loài này được Underw. mô tả khoa học đầu tiên năm 1909.
Danh pháp khoa học của loài này chưa được làm sáng tỏ. 